# 女体クライマー
『女体クライマー』（にょたいクライマー）は、menue（旧Bbmf）がiアプリ・S!アプリ・EZアプリ（BREW）で配信している携帯電話ゲームのシリーズ作品。EZアプリ版は『おねえさんクライマー』のタイトルで配信されているが、内容は他の2キャリアと同一である。
配信サイトはiアプリがiゲーム大好き、S!アプリがゲーモバ、EZアプリが@ゲームワールド（全てmenue直営）。

## 概要
1980年に日本物産が発売した「クレイジー・クライマー」は主人公の登山家が命綱を張らずに超高層ビルを窓づたいによじ登るゲームであったが、このゲームはタイトル通り主人公の名も無き小人が断崖絶壁のようにそびえ立つ女の子の体の頂点（大抵は頭の上だが、女の子が取るポーズによっては手のひらなど頭上以外の場所がゴールの場合もある）を目指してよじ登って行く。お色気要素を多分に含む内容だが、アダルトゲームではなく年齢制限は設けられていない。
シリーズの全タイトルともゲームのルールは共通で、5面構成となっている。キャリアによってタイトルに若干の相違は存在するが、内容（登場する女の子）に違いは無い。

## ゲームのルール
プレイヤーは名も無き小人を操作し、足元から女の子の体を頂上を目指しよじ登って行く。画面右上の赤いゲージは体力、左上の黄色いゲージは女の子の不快指数を表しており、小人が移動する度に体力が減り、不快指数が上がって行き女の子の肌が汗ばんで来るので滑りやすくなり、移動がしづらくなる。当然ながら、女の子が露出度の高い衣装を着ている場合は地肌の表面を移動することが多くなるため不快指数が上昇しやすい。
不快指数が極限に達すると「神の手」が出現し、小人をはたき落とそうとする。ギリギリまで引き付けて手を振りかぶった瞬間に回避することも可能だが、直撃を受けると小人の体力が大幅に減少する。体力を回復させたい場合は、怪しい場所（「！」のふきだしが出る）を探ると体力を回復するフルーツが出現する。また、フルーツが隠れている場所でなくても「探る」アクションをすることで女の子が気持ち良くなって不快指数が減少する場合が有る。「神の手」以外にも、左右を往復しながら飛び回り主人公にだけ危害を加えるハチや「神のよだれ」ことたらいが空から降って来る場合が有る。たらいが降って来る際は「WARNING」表示が出るので、左右に移動して直撃を回避するか両手で踏ん張ってやり過ごすことが可能。また、上半身の柔らかい部分で踏ん張ると弾みを付けて一気に頭上まで飛び上がることが出来るが、一部そのアクションが出来ない場合も有る。
一度クリアしたステージはギャラリーが解放されるが、ギャラリーのお宝画像を完全な形にする為には各ステージごとに9種類の条件（「60秒以内にクリア」「フルーツを取らずにクリア」「手に3回はたかれる」など）を達成しなければならない。条件を達成してステージをクリアすると、達成した条件ごとにパネルが解放されそれぞれの条件に見合った称号が与えられる。

### フルーツ
- バナナ - 取ると体力が少し回復する。探索をしない場合でも最初から見えていることが多い。
- イチゴ - バナナよりも少し多く体力が回復する。特定の場所に固まって隠れていることが多い。
- サクランボ - 取ると移動スピードがアップする。
- ブドウ - 取ると数秒の間、隠れているフルーツが表示される。
- リンゴ - 取ると体力が全回復する。ステージに1個しか登場しない。

## シリーズ作品
タイトルはiアプリ版に準拠。s!アプリ版とEZアプリ版でタイトルが異なる場合は冒頭に記載する。

### 〜目指せ絶壁〜 女体クライマー
S!アプリ版は『アイツは女体クライマー』、EZアプリ版は『〜目指せ絶壁〜 おねえさんクライマー』。
- ステージ1：みさおさん

女子大生・22歳。身長168cm、B 78 / W 57 / H 80。
- ステージ2：ミケちゃん

ネコ耳ゴスロリメイド・18歳。身長153cm、B 83 / W 55 / H 87。
- ステージ3：よっちゃん

テニス選手・20歳。身長163cm、B 90 / W 57 / H 93。
- ステージ4：よっちゃん

レースクイーン・26歳。身長175cm、B 85 / W 53 / H 89。
- ステージ5：ともちゃん

スク水女子校生・16歳。身長150cm、B 71 / W 50 / H 80。

### 世界の女体クライマー
S!アプリ版も同タイトル。EZアプリ版は『おねえさんクライマー世界編』。
- ステージ1：パイパイ・チャン

占い師・26歳。身長148cm、B 77 / W 53 / H 79。
- ステージ2：ユリアちゃん

バニーガール・18歳。身長163cm、B 90 / W 58 / H 87。
- ステージ3：ドラキュラ姫

ドラキュラ伯爵の娘・2010歳。身長154cm、B 78 / W 58 / H 78。
- ステージ4：ジャン姉さん

コスプレイヤー・20歳。身長170cm、B 98 / W 58 / H 98。
- ステージ5：ナイルさま

踊り子・18歳。身長161cm、B 96 / W 58 / H 89。

### I Love 女体クライマー
S!アプリ版は『Love!!女体クライマー』、EZアプリ版は『I Love おねえさんクライマー』。
- ステージ1：サヤ

ネットカフェ難民・19歳。身長157cm、B 85 / W 60 / H 88。
- ステージ2：クリッシュナ

踊りの先生・23歳。身長165cm、B 78 / W 54 / H 84。
- ステージ3：姫子

女子校生・16歳。身長152cm、B 86 / W 58 / H 82。
- ステージ4：亜紀子

専業主婦・28歳。身長166cm、B 100 / W 59 / H 93。
- ステージ5：セラフィ

天使・???歳。身長158cm、B 87 / W 58 / H 89。

### 真夏の女体クライマー
S!アプリ版も同タイトル。EZアプリ版は『海辺のおねえさんクライマー』。
- ステージ1：ローサ

中学生・14歳。身長150cm、B 77 / W 59 / H 79。
- ステージ2：たま

女子校生・17歳。身長165cm、B 90 / W 58 / H 85。
- ステージ3：咲耶

令嬢・18歳。身長155cm、B 86 / W 58 / H 82。
- ステージ4：はるか

主婦・22歳。身長159cm、B 100 / W 62 / H 97。
- ステージ5：あかね

帰国子女・16歳。身長153cm、B 75 / W 56 / H 80。